# Un tirchio quasi perfetto
Un tirchio quasi perfetto (Radin!) è un film  del 2016 diretto da Fred Cavayé e con protagonista Dany Boon.

## Trama
François Gautier è un violinista single estremamente avaro, che fa economia su qualsiasi cosa, nonostante abbia in banca un conto con un patrimonio mobiliare di oltre 248000 euro. Ma nel giro di poco la sua vita cambia: prima s'innamora di una collega, Valérie, poi scopre di avere una figlia già grande, Laura — nata da una relazione di una notte usando un preservativo campione omaggio scaduto — la quale è convinta, in base a quanto raccontatole dalla madre, che il padre sia un benefattore, impegnato a donare tutto ciò che possiede ai bambini orfani in Messico.